# Гимн Крыма
Гимн Крыма (Государственный гимн Республики Крым/Гимн Автономной Республики Крым) утверждён постановлением Верховного Совета АР Крым 18 октября 2000 года и подтверждён законом Республики Крым 5 июня 2014 года.
Композитор — Алемдар Караманов, автор текста — Ольга Голубева. Слова гимна были выбраны специальной комиссией, в которую входил и автор музыки, по итогам республиканского конкурса, на который было представлено более 60 вариантов текста.
Впервые гимн Крыма исполнили народный артист СССР Юрий Богатиков и певица Элина Сейфуллина.

## Слова
Текст на русском языке
Нивы и горы твои волшебны, Родина,
Солнце и море твои целебны, Родина.
Эту землю мы сохраним
И внукам оставим цветущий, как сад, Крым,
Цветущий, как сад, Крым!
Зори свободы тебя согрели, Родина,
Братья-народы тебя воспели, Родина.
Эту землю мы сохраним
И вместе, крымчане, прославим в веках Крым,
Прославим в веках Крым!
Славься, Крым!
Текст на украинском языке
Ниви і гори твої чарівні, Батьківщино,
Сонце і море твої цілющі, Батьківщино.
Цю землю ми збережімо
І онукам залишімо квітучий, як сад, Крим,
Квітучий, як сад, Крим!
Зорі волі тебе зігріли, Батьківщино,
Брати-народи тебе оспівали, Батьківщино.
Цю землю ми збережімо
І разом, кримчани, прославімо в століттях Крим,
Прославімо в століттях Крим!
Слався, Криме!
Текст на крымскотатарском языке
Сенинъ тарлаларынъ ве дагъларынъ тюркюлидир, Ватан,
Сенинъ кюнешинъ ве денъизинъ шифалыдыр, Ватан.
Бу топракъны биз тутарыз
Ве торунларгъа джыярыз багъча киби чичек ачгъан Къырымы,
Багъча киби чичек ачгъан Къырымы!
Азатлыкъ тирлери сени иситты, Ватан,
Къардаш халкълар сени дедилер, Ватан.
Бу топракъны биз тутарыз
Ве бир йерде, къырымлылар, сени макътарыз юзйылларда, Къырым,
Макътарыз юзйылларда Къырымы!
Мешур ол, Къырым!